# Дневники Казанского общества врачей
«Дневники Казанского общества врачей» — специализированный ежемесячный медицинский журнал выходивший в Российской империи в городе Казани при Императорском Казанском университете на русском языке с 1873 по 1915 год (с небольшим перерывом. До 1880 года носил название «Дневник общества врачей города Казани».
Журнал выходил от 2 до 3 раз в месяц в 1873 и 1874 годах, а с 1889 года стал выходить ежемесячно. 
Редакторами «Дневников Казанского общества врачей» в разное время были: А. В. Петров; с 1884 — М. Ф. Субботин и Н. М. Любимов; 1885 — Л. Л. Левшин, 1886 — Левшин и А. Я. Щербаков; 1887 — А. Я. Щербаков; 1888 — А. Я. Щербаков и М. Я. Капустин; 1889 — Н. А. Засецкий, с 1891 — К. А. Засецкий и М. Я. Капустин.
В журнале размещали свои научные труды В. Д. Владимиров, Е. С. Образцов, В. С. Юдыцкий и многие другие российские медики.